# Bilal Najjarine
Bilal Najjarine (Beirut, 8 febbraio 1988) è un ex calciatore libanese, di ruolo difensore.

## Palmarès

### Club

#### Competizioni nazionali
- Campionato libanese: 3

Nejmeh: 2003-2004, 2004-2005, 2008-2009
- Supercoppa di Libano: 3

Nejmeh: 2002, 2004, 2009
- Coppa d'Élite libanese: 4

Nejmeh: 2002, 2003, 2004, 2005
- Campionato indiano di calcio: 1

Churchill Brothers: 2012-2013